# Безусько, Георгий Викторович
 Георгий Викторович Безусько ( 5 октября 1968 года — 1 января 1995 года) — гранатомётчик 4-й мотострелковой роты 2-го мотострелкового батальона 131-й отдельной Краснодарской Краснознамённой орденов Кутузова и Красной Звезды казачьей мотострелковой бригады, рядовой. Кавалер ордена Мужества (посмертно) (2001).

## Биография
Родился 1 февраля 1975 года в пос. Каменномостский Майкопского района Адыгейской АО. Окончил среднюю школу № 7 родного посёлка.
В Вооруженных Силах РФ с 19.06.1994 г.
Принимал участие в боевых действиях на территории Чеченской Республики с 4 декабря 1994 года.

Погиб в г. Грозный. Награжден орденом Мужества (посмертно).
Из представления к награждению:

Гранатометчик мотострелковой роты мотострелкового батальона 131 отдельной мотострелковой бригады рядовой Безусько Георгий Викторович принимал участие в выполнении боевой задачи по разоружению незаконных вооруженных формирований на территории Чеченской Республики В условиях, сопряженных с риском для жизни, проявил мужество и отвагу.
В ночь на 1 января 1995 года в составе экипажа № 213 штурмового отряда № 1 под командованием командира бригады полковника Савина И. А. выдвинулся в район железнодорожного вокзала г. Грозный, экипаж, в составе которого находился рядовой Безусько Г. В., уверенно подавлял огневые точки боевиков, ведущие беспрерывный кинжальный огонь по окруженному в районе вокзала управлению бригады и мотострелковому батальону. В ночь с 1 на 2 января экипаж БМП № 213 по приказу командования бригады в составе колонны из трех боевых машин выдвинулся из района вокзала с целью выхода из города. В ходе выдвижения БМП была подбита, экипаж погиб, но тела не были длительное время опознаны...

ВЫВОД: За мужество и отвагу, проявленные при исполнении воинского долга в условиях, сопряженных с риском для жизни, рядовой Безусько Георгий Викторович достоин награждения орденом «Мужества» (посмертно)— 
Мать Георгия Безусько не теряла надежды, что найдёт тело сына. Она вспоминала:..."Мы, женщины из Адыгеи, были в
Чечне 11 раз за два года. Нас было много. Елизавета Сергеевна Дакаева вообще не уезжала из Чечни, ждала, что ей вот-вот вернут внука. А Людмила Белова (мать Владимира Короткого) чуть сама не погибла под бомбежкой. Виктор Хоменко, побывав не единожды в Ростове в вагонах, «в городке мертвых», не сразу нашел сына, душа не хотела верить, что сына уже нет. Не уезжая из Чечни два года, там провела в поисках сына Л.Т. Мелихова. Такая же горькая дорожка через Чечню была у многих матерей из Адыгеи"...
24 сентября 2001 года на основании освидетельствования в 124 Центральной лаборатории медико-криминалистической идентификации тело рядового Безусько Г. В. было опознано, он признан погибшим от боевой травмы 1 января 1995 года в районе боевых действий г. Грозный.
Похоронен в  пос. Каменномостский Майкопский район Адыгея

## Память

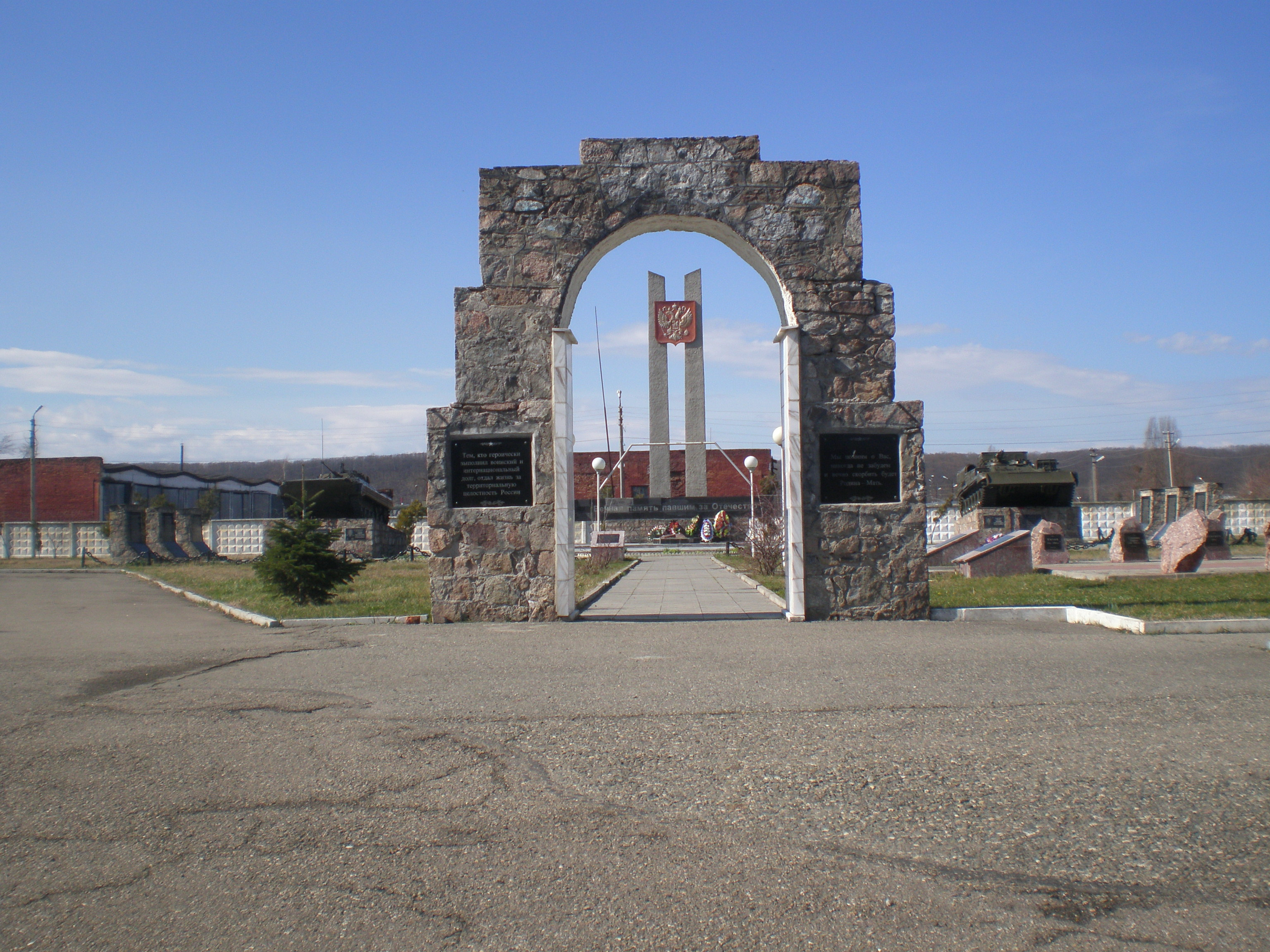
Мемориал воинам, павшим в локальных конфликтах, Майкоп

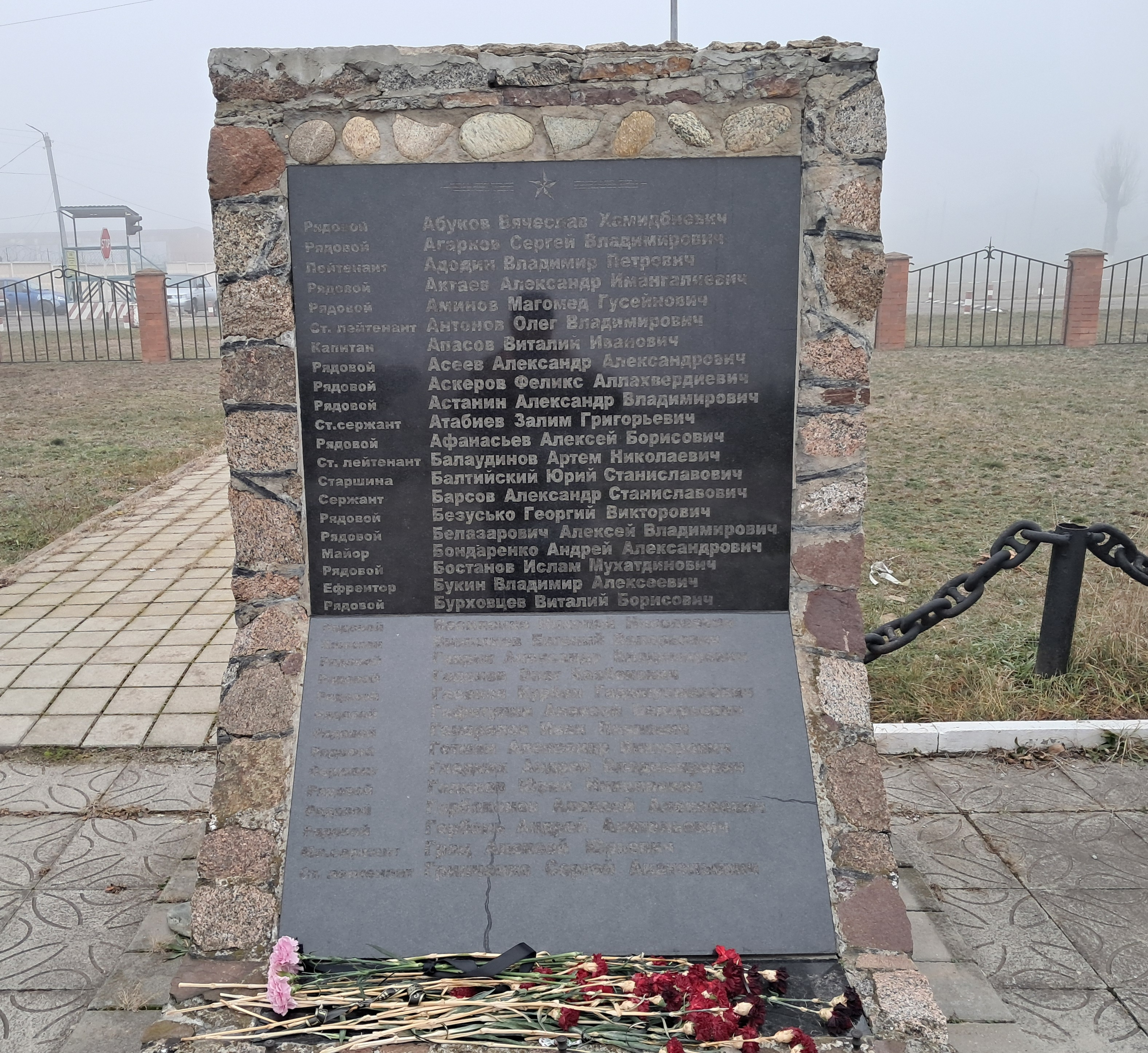
1-й пилон, где увековечен воин

- 2 января в Адыгее Законом республики установлен День памяти воинов, погибших в локальных конфликтах[3]; В Майкопе воздвигнут мемориал, посвящённый воинам, павшим в локальных конфликтах и установлена мемориальная доска, погибшим воинам[4]. Каждый год 2-го января на мемориале проводится торжественно-траурная перекличка погибших воинов.